# Buffons nål

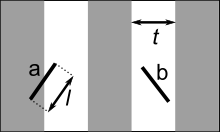

Buffons nål är ett matematiskt problem, som även kan användas som Monte Carlometod för att uppskatta π. Problemet uppställdes först av Georges-Louis Leclerc de Buffon: antag att vi har till exempel ett papper med parallella linjer med ett givet mellanrum {\displaystyle x} samt en nål med längden {\displaystyle l}, och att vi släpper nålen på papperet. Vad är sannolikheten att nålen kommer att landa så att den korsar en av linjerna?
Man kan visa att sannolikheten för fallet {\displaystyle x\geq l} är {\displaystyle \,2l\,/\,x\pi }. Kalla antalet nedsläpp för {\displaystyle N} och antalet gånger nålen korsar en linje för {\displaystyle C}. Då erhålles en approximation {\displaystyle \pi \approx 2Nl/Cx}; ju fler nedsläpp {\displaystyle N}, desto bättre närmevärde.

## Det enklaste fallet

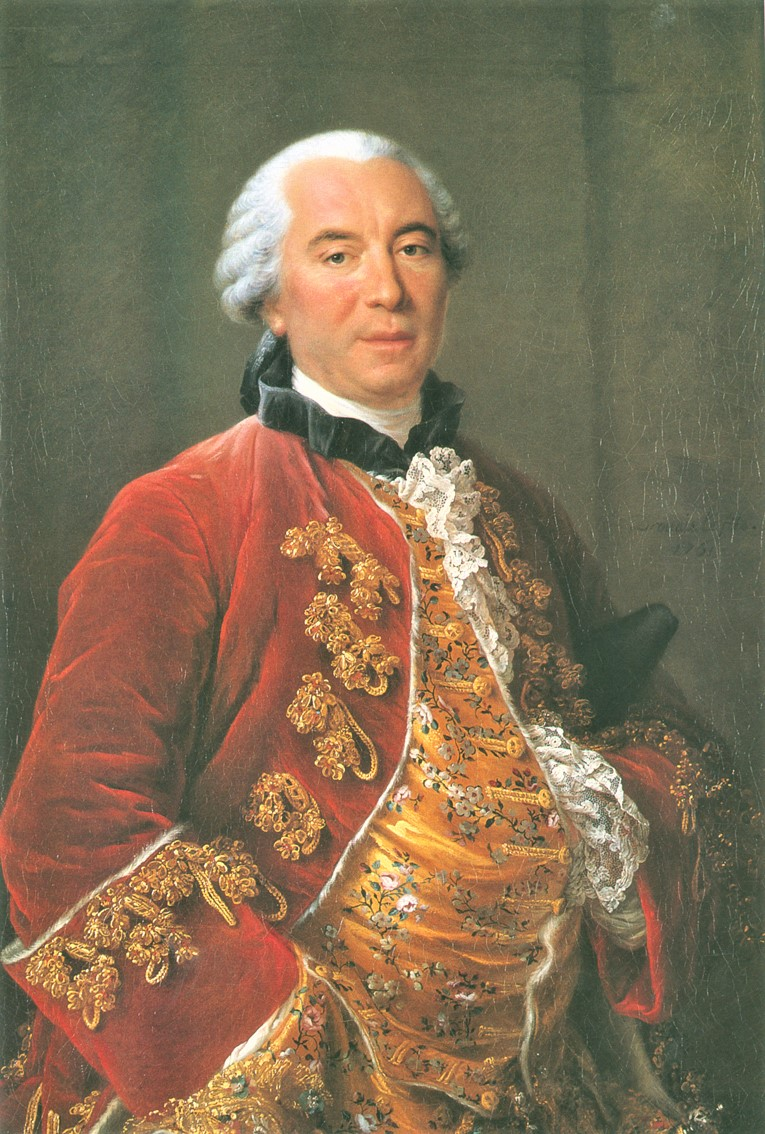
Georges-Louis Leclerc de Buffon (1707-1788).

Det finns tre olika fall på förhållandet mellan längden på nålen och avståndet mellan linjerna. Vi börjar med det enklaste fallet, då längden på nålen är densamma som avståndet mellan linjerna. Det finns två variabler, vinkeln på nålen u, och avståndet från mitten av nålen till den närmsta linjen D. U kan variera från 0 till 180 grader (0 till {\displaystyle \pi }) och mäts mot en tänk parallell linje mellan linjerna på pappret. Avståndet från nålens centrum till den närmsta linjen kan aldrig vara mer än halva avståndet mellan linjerna. För enkelhetens skull låter vi avståndet mellan linjerna vara ett. Om man antar att man kastar nålen helt slumpmässigt så kan man räkna ut sannolikheten att en nål korsar en av linjerna.
Sannolikheten för en träff är arean som innesluts av kurvan dividerat med arean av hela rektangeln. Den skuggade ytan i bild två får vi genom att integrera f(x) från 0 till π. 
Värdet av hela rektangeln är {\displaystyle {\frac {1}{2}}\ \pi }. Sannolikheten för att nålen träffar linjen är alltså: {\displaystyle {\frac {1}{\frac {\pi }{2}}}} = {\displaystyle {\frac {2}{\pi }}} = 0,6366197...
Så för att få fram ett bra närmevärde på {\displaystyle \pi } är då 2 /sannolikheten att nålen träffar linjen}.
Alltså; ta antalet kast och multiplicera med 2. Dividera sedan med antalet träffar.
2(Antalet kast)/(antalet träffar) = {\displaystyle \pi }. (approximativt)

### Fördjupning
I det enklaste fallet av Buffons nålproblem där längden på nålen och avståndet mellan linjerna är densamma, ser sannolikheten för att en nål faller på en linje i ett oändligt plan med ett oändligt antal linjer ut som följande:
{\displaystyle p={\frac {\int _{0}^{\frac {\pi }{2}}{\frac {l\cos \theta }{2}}d\theta }{\frac {l\pi }{4}}}}

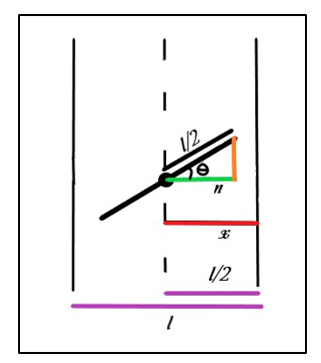
Modellen visar en generell illustration av Buffons nålproblem. l representerar avståndet mellan de två linjerna och även nålens längd, och representerar därmed halva avståndet mellan linjerna och halva nålens längd. x representerar avståndet mellan nålens mittpunkt och linjen. n representerar avståndet mellan nålens mittpunkt och punkten närmast linjen i x-led. Θ är vinkeln mellan en linje rätvinklig till linjerna som går genom nålens mittpunkt och nålen.

Problemet kan illustreras, och då representerar n sträckan mellan nålens mittpunkt och nålens ände i x-led, och x representerar sträckan mellan nålens mittpunkt och linjen i x-led. 
Genom att använda sig av en triangel och trigonometriska samband kan man beskriva sträckan n som: 
{\displaystyle n={\frac {l\cos \theta }{2}}}
För att nålen ska träffa en linje behöver sträckan n vara längre än sträckan x. Det ger följande krav för en träff: 

{\displaystyle 0\leq x\leq {\frac {1}{2}}}
{\displaystyle 0\leq \theta \leq {\frac {\pi }{2}}}
{\displaystyle x<n}

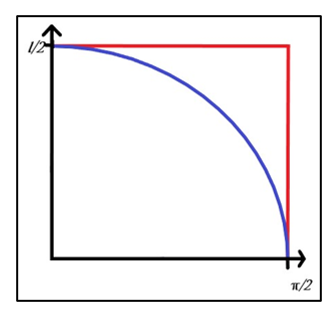
Graferna i diagrammet visar de krav som finns för att en nål träffar en linje (blå) och de möjliga utkomsterna vid ett nålkast (röd). För att hålla sig inom kraven måste nålkastet kunna representeras i en punkt under den blå linjen.

För att beräkna huruvida det blir en träff eller inte måste man undersöka sannolikheten för att alla krav uppfylls. Sannolikheten kan illustreras med hjälp av en graf. Grafens maximala värde bestäms av n:s maximala värde och x-ledets maximala värde bestäms av θ:s maximala värde. Under de röda linjerna finns alla möjliga utkomster då de endast tar hänsyn till kraven på x och θ. Inom den blå grafen finns de gynnsamma utkomsterna då grafen även tar hänsyn till det sista kravet. 
Sannolikhet bestäms med formeln:
{\displaystyle p={\frac {n}{N}}}
Där n är gynnsamma utfall och N är möjliga utfall måste sannolikheten för att en nål träffar linjen vara:
{\displaystyle p={\frac {\int _{0}^{\frac {\pi }{2}}{\frac {l\cos \theta }{2}}d\theta }{\frac {l\pi }{4}}}}
Den här sannolikhet kan sedan skrivas om till:
{\displaystyle p={\frac {\left[{\frac {l\sin \theta }{2}}\right]_{0}^{\frac {\pi }{2}}}{\frac {l\pi }{4}}}={\frac {2}{\pi }}}
Eftersom sannolikheten för att en nål träffar en linje är {\displaystyle {\frac {2}{\pi }}}, så kan man använda denna sannolikheten för att uppskatta π.
{\displaystyle {\frac {2}{\pi }}={\frac {n}{N}}\rightarrow {\frac {2N}{n}}=\pi }
Det här är formeln som används för att uppskatta π med Buffons nålmetod.

## Det allmänna fallet
Nu behandlar vi problemet när längden på nålen är mindre än avståndet mellan linjerna, och får därmed ett mer allmänt fall. Det finns även ytterligare ett fall, nämligen då nålens längd är större än avståndet mellan linjerna, som dock inte redogörs för här.

Genom att studera bilden inser vi att precis som förut kommer vinkeln u ligga mellan 0 och {\displaystyle \pi } och avståndet d kommer att ligga mellan 0 och {\displaystyle {\frac {D}{2}}}. Vi kan till exempel sätta D=1 och att L{\displaystyle \leq }D. 
(BILD på sannolikhetsfördelningen för att nålen skall korsa en linje)
En nål korsar en linje om d{\displaystyle \leq {\frac {L}{2}}\sin u}, dvs om punkten liggen i det (bildens färg). Vi får nu sannolikheten för ett träff som integralen av {\displaystyle \int _{0}^{\pi }{\frac {1}{2}}\ \sin u\,du} från 0 till π dividerat med arean av rektangeln. 

Arean av rektangeln är {\displaystyle {\frac {D\pi }{2}}}.
Sannolikheten för att nålen korsar en linje är då: p(nål korsar linje) = {\displaystyle {\frac {2L}{D\pi }}}. Med D=1 ger det p= {\displaystyle {\frac {2L}{\pi }}}. (Att jämföra med fall 1 då L=D=1 ger då samma svar som förut).

## Lazzarinis försök
År 1901 utfördes Buffons nålexperiment med ett resultat på 6 korrekta decimaler,  {\displaystyle {355 \over 113}} , genom att utföra ett experiment där han släppte en nål 3408 gånger. Det är den bästa rationella uppskattningen med färre än 5 siffror i täljare och nämnare. Genom att släppa nålen 3408 gånger fick den italienska matematikern Mario Lazzarini fram resultatet {\displaystyle {355 \over 113}}. Han använde sig av metoden med en kort nål, {\displaystyle {\frac {5}{6}}} av brädornas längd.
Den generella formeln för {\displaystyle \pi } i fallet med en kort nål beräknas genom:
{\displaystyle \pi ={\frac {2lN}{tn}}={\frac {5N}{3n}}}
Där t är avståndet mellan träffpunkterna (6) och l är längden (5).
Lazzarini beräknade då att han behövde få värden som gav:
{\displaystyle {355 \over 113}={5 \over 3}\times {N \over n}\rightarrow n={113N \over 213}}
Han släppte därefter 213 nålar 16 gånger för att få ett bråk med rätt kvot, vilket sammanlagt gav 3408 nålar. Huruvida detta experiment faktiskt utfördes eller inte ifrågasätts dock, eftersom en 95% säkerhet på att få 6 korrekta decimaler kräver 124 biljoner kast.

## Övrigt
Man kan naturligtvis använda sig av flera linjer än bara en om man känner för det så som bilden nedan visar: (bild)